# Tipula (Vestiplex) pleuracantha
Tipula (Vestiplex) pleuracantha is een tweevleugelige uit de familie langpootmuggen (Tipulidae). De soort komt voor in het Oriëntaals gebied.